# Catena (protista)
Catena es un género de foraminífero bentónico de la familia Baculellidae, de la superfamilia Komokioidea y del orden Komokiida. Su especie tipo es Catena piriformis. Su rango cronoestratigráfico abarca el Holoceno.

## Discusión
Tradicionalmente Catena ha sido incluido en el orden Textulariida o en el orden Astrorhizida. Clasificaciones más modernas han incluido Catena en el suborden Astrorhizina del orden Astrorhizida.

## Clasificación
Catena incluye a las siguientes especies [cita requerida]:
- Catena piriformis
- Catena styx
- Catena taenidia